# Zaolzie (Sumin)
Zaolzie – część wsi Sumin w Polsce położona w województwie lubelskim, w powiecie tomaszowskim, w gminie Tarnawatka.
W latach 1975–1998 Zaolzie administracyjnie należało do województwa zamojskiego.